# 장연면
장연면(長延面)은 대한민국 충청북도 괴산군에 설치된 면이다.

## 개요
장연면은 동쪽은 연풍면과 충주시 수안보면에 접하고 있고, 남쪽은 칠성면, 서쪽은 감물면, 북쪽은 충주시 대소원면과 살미면에 접하고 있다. 박달산과 그 산맥이 남으로 뻗은 산악이 중첩한 지세이며, 중부내륙고속도로 괴산 나들목이 방곡리에 위치한 지역이다. 당도가 높고 과질이 좋은 장연사과가 전국적에 알려져 있으며, 대한민국에서 유일하게 국민적 인기 가도를 달리고 있는 대학찰옥수수의 본고장이며, 면단위 중 잡곡(수수, 조, 흑미, 찰벼, 기장) 재배가 가장 많아 농촌 정취가 물씬풍기는 고장이며 고추, 봄배추 등의 농특산물이 전국적인 유명세로 농특산물 소득에 기여하고 있다.

## 법정리
- 광진리
- 방곡리
- 송덕리
- 오가리
- 장암리
- 조곡리
- 추점리

## 천연기념물
- 괴산 오가리 느티나무

## 교통
- 괴산 나들목
- 괴산휴게소

## 교육
- 장연초등학교 (오가리)
  - 광진분교 (폐교) - 충민로 1675 (광진리)
  - 장풍분교 (폐교) - 장암매전길 22 (장암리)
- 장연중학교 (폐교)